# جياو يون لونغ
جياو يون لونغ (مواليد 19 مايو 1988) هو مبارز بالسيف صيني، مثّل بلاده في الألعاب الأولمبية الصيفية 2016.

## روابط رياضية
جياو يون لونغ على موقع الاتحاد الدولي للمبارزة (الإنجليزية)
- جياو يون لونغ على موقع أوليمبيديا (الإنجليزية)
- جياو يون لونغ على موقع اللجنة الأولمبية الصينية (الإنجليزية)